# UFC 24
UFC 24: First Defense（ユーエフシー・トゥエンティフォー：ファースト・ディフェンス）は、アメリカ合衆国の総合格闘技団体「UFC」の大会の一つ。2000年3月10日、ルイジアナ州レイクチャールズのレイクチャールズ市民センターで開催された。

## 大会概要
当初はメインイベントとして王者ケビン・ランデルマンと挑戦者ペドロ・ヒーゾのUFC世界ヘビー級タイトルマッチが予定されていたが、ランデルマンがバックステージでウォーミングアップ中に転倒し、脳震盪を起こしたため試合は中止となった。試合は延期されUFC 26で行われた。
デイブ・メネー、イアン・フリーマン、ショーニー・カーターがUFCに初出場した。

## 試合結果

### プレリミナリィカード
第1試合 ライト級 5分2R
○  ショーニー・カーター vs.  ブラッド・ガム ×
2R終了 判定3-0
第2試合 ヘビー級 5分2R
○  スコット・アダムス vs.  イアン・フリーマン ×
1R 3:09 ヒールホールド

### メインカード
第3試合 ライト級 5分3R
○  ジェンス・パルヴァー vs.  デビッド・ヴェラスケス ×
2R 2:41 TKO（レフェリーストップ：パンチ連打）
第4試合 ライト級 5分3R
○  ボブ・クック vs.  ティキ・ゴーセン ×
2R 1:29 チョークスリーパー
第5試合 ライト級 5分3R
○  デイブ・メネー vs.  ファビアノ・イハ ×
3R終了 判定3-0
第6試合 ミドル級 5分3R
○  ランス・ギブソン vs.  ジャーマイン・アンドレ ×
3R 3:35 KO（膝蹴り）
第7試合 ヘビー級 5分3R
○  テッド・ウィリアムス vs.  スティーブ・ジャドソン ×
1R 3:23 TKO（レフェリーストップ：パンチ連打）